# Моніка Гельбінг
Мо́ніка Бріґі́тте Фрайфра́у фон Зеккендо́рф-Гю́дент (нім. Monika Brigitte Freifrau von Seckendorff-Gudent; нар. 16 листопада 1953, Фляйн, Баден-Вюртембург, Федеративна Республіка Німеччина), більш відома як Мо́ніка Ге́льбінг (нім. Monika Helbing) — західнонімецька терористка, членкиня ліворадикальної терористичної організації «Фракція Червоної Армії» (RAF).

## Життєпис

### Терористична діяльність
Народился 16 листопада 1953 року у Фляйні. У 1974 році перервала своє навчання як помічниця медсестри і стала прихильницею «Фракції Червоної армії», в тому ж році взявши участь у захопленні офісу Amnesty International у Гамбурзі разом з майбутніми членами RAF Крістіаном Кларом і Кнутом Фолькерцем.
У 1976 році Гельбінг почала переховуватися і разом із Крістіаном Кларом та іншими членами організації сформувала «Південнонімецький осередок RAF».
Восени 1977 року брала участь у підготовці та здійсненні викрадення і убивства Ганса Мартіна Шлеєра. 21 липня 1977 року видаючи себе за модельєрку під ім'ям Аннерозе Лоттманн-Бюклерс, Гельбінг орендувала квартиру № 104 у висотній будівлі в Ерфтштадті, де пізніше утримувався Шлеєр. Пізніше вона вирушила у Багдад, де брала участь у підготовці прибуття інших терористів RAF.
У березні 1978 року німецьким судом було видано ордер на арешт Гельбінг за підозрою в причетності до вбивства Шлеєра і членстві в терористичній організації.

### Втеча до НДР і арешт
У 1980 році Гельбінг покинула лави RAF, втекла до НДР і разом з іншими членами другого покоління «Фракції Червоної армії» отримала від Штазі документи на нове ім'я. Вона оселилася в Айзенгюттенштадті, де у 1981 році вийшла заміж за Еккегарда Фрайгерра фон Зеккендорф-Гюдента, який також втік з ФРН до НДР і був членом RAF, щодо якого з серпня 1980 року діяв ордер на арешт.
Пара жила як Ельке і Горст Вінтер і працювала в міській лікарні: він — терапевтом, а вона — медсестрою. Згодом у пари народився син, і 1986 року сім'я переїхала до Франкфурта-на-Одері, де фон Зекендорф кілька років працював ревматологом у поліклініці.
Після падіння режиму Німецької Демократичної Республіки Гельбінг було заарештовано у червні 1990 року. Її чоловік, заарештований у той же час, згодом був звільнений після допиту. У 1992 році Вищий земельний суд Штутгарта засудив Моніку фон Зеккендорф до семи років тюремного ув'язнення відповідно до положень про захист свідків за її участь у викраденні Шлеєра.
Серед іншого фон Зеккендорф заявляла, що самогубство лідерів терористів, ув'язнених в Штаммгаймі у 1977 році, було заплановано від самого початку на випадок, якщо їхнє звільнення не вдасться. За її словами «історія про убивство ув'язнених» була брезнею. У 1995 році фон Зеккендорф була звільнена умовно-достроково. Вона дистанціювалася від RAF і давала свідчення як свідок на кримінальних процесах проти членів «Фракцїі Червоної армії», зокрема у 1995 році у Вищому земельному суді Штутгарта у справі про причетність Зіглінди Гофманн до вбивства Шлеєра та 1997 року у Вищому земельному суді Франкфурта-на-Майні у справі про причетність Моніки Гаас до викрадення літака «Ландсхут».